# Шмидт, Оскар
Оскар Даниэл Безерра Шмидт (порт.-браз. Oscar Daniel Bezerra Schmidt; род. 16 февраля 1958 года в Натале, Риу-Гранди-ду-Норти, Бразилия) — бразильский баскетболист, выступал на позиции атакующего защитника и лёгкого форварда, участник пяти подряд Олимпийских игр (1980—1996), на трёх из которых становился лучшим снайпером. Рост — 205 см, вес — 110 кг.
Он долгое время считался лучшим бомбардиром за всю историю баскетбола, набрав 49 737 очков за карьеру (игра в профессиональной клубной лиге плюс игра за взрослую мужскую сборную Бразилии по баскетболу вместе взятые), но в 2024 году Леброн Джеймс превзошёл достижение Шмидта. Он является рекордсменом по продолжительности карьеры профессионального баскетболиста — 29 лет. Он также является лучшим бомбардиром в истории летних Олимпийских игр и лучшим бомбардиром в истории Чемпионата мира по баскетболу под эгидой ФИБА.
В 1991 году он был назван одним из 50 величайших игроков ФИБА. В 1997 году он получил Олимпийский орден. 20 августа 2010 года Шмидт был включён в Зал славы ФИБА в знак признания его игры на международных соревнованиях.

## Спортивная биография
В Бразилии за свои выдающиеся снайперские способности получил прозвище «Святая рука» (порт. Mão Santa). По неофициальным данным, в матчах за клубы и сборную Бразилии набрал за карьеру 49 737 очка, что было абсолютным мировым рекордом, до момента когда Леброн Джеймс побил рекорд в 2024 году. Шмидт никогда не выступал за «большие» клубы, а был безоговорочным лидером и лучшим снайпером в командах, где все остальные игроки играли «на него».
В 1984 году 26-летний Шмидт был задрафтован клубом НБА «Нью-Джерси Нетс», но, несмотря на ряд предложений выступать за американские клубы, Шмидт отказался ехать играть в США, так как в этом случае он утрачивал свой любительский статус и не смог бы выступать за сборную Бразилии (до 1989 года игроки НБА, как профессионалы, не могли выступать за свои сборные).
Одним из самых запоминающихся матчей Шмидта стал финал Панамериканских игр 1987 года в Индианаполисе, где сборная Бразилии встречалась с хозяевами соревнований — сборной США, в составе которой выступали Дэвид «Адмирал» Робинсон, Дэнни Мэннинг и ряд других будущих игроков НБА. К середине матча американцы вели с преимущество в 14 очков — 68:54, но во второй половине бразильцы, благодаря великолепной игре Шмидта, набравшего за матч 46 очков, сумели вырвать победу со счётом 120:115.
Завершил спортивную карьеру в мае 2003 года в возрасте 45 лет.
В 2010 году был включён в Зал славы ФИБА. 8 сентября 2013 года Шмидт был избран в Зал славы баскетбола.
5 августа 2016 года Шмидт был одним из 8 людей, выносивших олимпийский флаг на стадион «Маракана» во время церемонии открытия летних Олимпийских игр в Рио-де-Жанейро.

## Достижения в составе сборной
- Бронзовый призёр чемпионата мира (1978)
- Чемпион Панамериканских игр (1987)
- Трёхкратный чемпион Южной Америки (1977, 1983, 1985)
- Трижды входил в символическую сборную на чемпионатах мира (1978, 1986, 1990)
- Лучший снайпер чемпионата мира-1990 (34,6 очка в среднем)

## Оскар Шмидт на Олимпийских играх
Всего на Олимпийских играх Шмидт провёл 38 матчей и ни разу не набирал менее 14 очков. Его лучшим результатом стали 55 очков, набранные в игре группового этапа Олимпиады-1988 в Сеуле против сборной Испании (бразильцы уступили со счётом 110:118). Вообще в Сеуле Шмидт во всех 8 матчах набирал более 30 очков, а в 5 матчах — более 40 очков, показав выдающийся результат — 42,3 очка в среднем за матч.

## Личная жизнь
13 мая 2013 года Шмидт перенёс операцию на головной мозг по удалению злокачественной опухоли. Сначала об этом не знал никто, кроме его семьи. Позже болезнь перешла в стадию ремиссии. В 2016 году Шмидт был одним из гостей на церемонии открытия летних Олимпийских игр 2016 года в Рио-де-Жанейро вместе с другими бразильскими знаменитостями, такими как модель Жизель Бюндхен, актер Густаво Гуларт и певец Каэтану Велозу.
| Год и город       | Место | Матчи | Очки | Очки в ср. |
| 1980 Москва       | 5-е   | 7     | 169  | 24,1       |
| 1984 Лос-Анджелес | 9-е   | 7     | 169  | 24,1       |
| 1988 Сеул         | 5-е   | 8     | 338  | 42,3       |
| 1992 Барселона    | 5-е   | 8     | 198  | 24,8       |
| 1996 Атланта      | 6-е   | 8     | 219  | 27,4       |
| Итого             |       | 38    | 1093 | 28,8       |